# カッフェ・ドルゾ

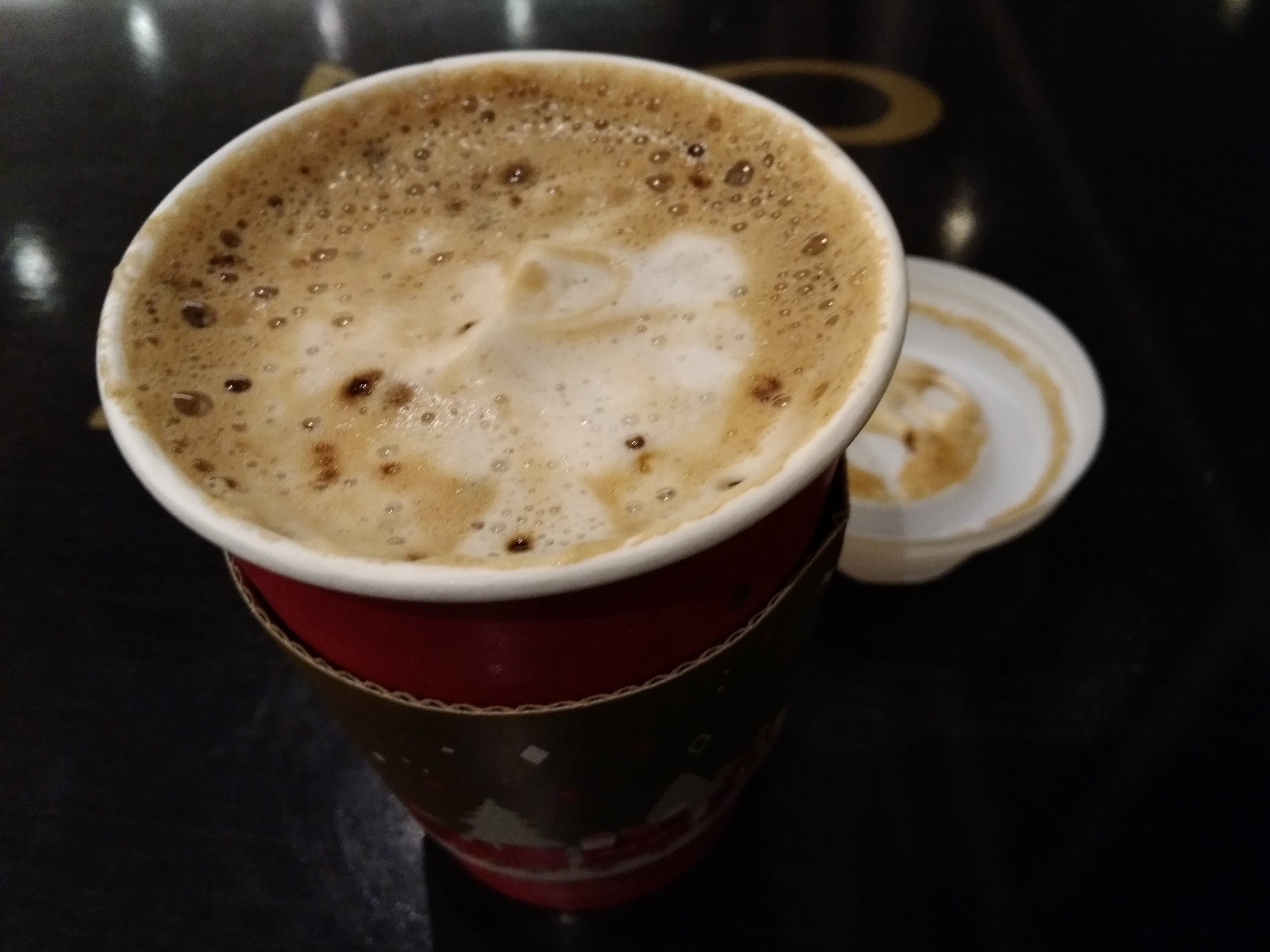
ドルゾ・ラッテ

カッフェ・ドルゾ（イタリア語: caffè d'orzo、「大麦コーヒー」）は、イタリア原産の焙煎穀物飲料。単に「オルゾ」(orzo) と称されることもある。

## 概要
オルゾは炒った大麦から作られる飲み物で、カフェインを含まない。「オルゾ」とはイタリア語で「大麦」という意味で、語源はラテン語の「ホルデウム」(hordeum) である。オルゾはエスプレッソ風の飲み物であり、炒った麦を直接使えば典型的なエスプレッソマシンやコーヒーメーカーで簡単に作ることができる。イタリアでは自動販売機で広く販売されている。伝統的には子供向けのコーヒーの代用品と考えられてきたが、イタリアやその他の地域で、健康的な理由からカフェインを避ける人々がオルゾを選ぶことが一般的になりつつある。
イベロアメリカにもカフェ・デ・セバダという大麦の飲料があるが、コーヒーというよりは麦茶に近い飲み物である。このほか、炒った大麦を使った飲料はカロ（Caro、ヨーロッパ、ニュージーランドにて販売）、同様の物にペロ（Pero、スイス、アメリカ合衆国）、バーリーカップ（Barleycup、イギリス）など、さまざまな名称で販売されている。
最近ではイタリア産の炒った大麦がアメリカ合衆国ではカフェ・オルゾ社(Cafe' Orzo)、イギリスではオルゾ・コーヒー社(Orzo Coffee) によって輸入されている。